# Gymnetis xanthospila
Gymnetis xanthospila är en skalbaggsart som beskrevs av Hermann Rudolph Schaum 1844. Gymnetis xanthospila ingår i släktet Gymnetis och familjen Cetoniidae. Inga underarter finns listade i Catalogue of Life.